# Probática
La probática  es una disciplina, independiente pero concomitante con el derecho probatorio, que trata de satisfacer la necesidad de cómo probar un determinado hecho en un proceso concreto.  

## Naturaleza
Su objeto de conocimiento principal son las afirmaciones sobre  hechos ya sucedidos, función ésta que le permite alinearse con las ciencias llamadas retrodictivas, preferentemente la historia, aunque en ocasiones también desarrolla una función predictiva (como por ejemplo, la prueba del lucro cesante). 
Se vale de la lógica y de la experiencia, tanto común como técnica, e investiga, experimenta, obtiene, y fija elementos indiciarios (semiótica probática) los cuales clasifica empleando para ello una orientación taxonómica que vale para los cuatro órdenes jurisdiccionales. 

## Clasificación
Cabe distinguir entre:
- probática temática orientada a la exposición y manejo de las pruebas más idóneas para demostrar diversos  supuestos de hecho normativos, y que en el caso de la prueba presuncional, la más abundante, consistirá en la exposición de los indicios habituales al tema, aflorados a través de la jurisprudencia, y
- probática analítica destinada a explorar el buen uso y aprovechamiento de cada uno de los medios de prueba ofreciendo el listado, definición y aplicación de toda la cadena de indicios generalmente empleados en la praxis judicial.

## Conceptualización
{{cr|El nombre y sucesiva conceptualización del término probática se debe al abogado barcelonés Lluis Muñoz Sabaté, profesor titular de derecho procesal y autor de varias obras sobre esta materia, entre ellas la ya clásica Técnica Probatoria, la Summa de Probática Civil y el Curso Superior de Probática.
La primera exposición académica de la probática tuvo lugar en  un Curso de Postgrado de especialización en Prueba Judicial impartido en 1996/97 en la Facultad de Derecho de la Universidad de Barcelona, cuyo primer temario rezaba “La probática como ciencia de la factualidad”.  Luego sucedieron otros cursos, en la Universidad, en el Colegio de Abogados y en el Colegio de Detectives de Catalunya, cursos  que al fin cristalizaron en la Facultad de Derecho de ESADE (Universidad Ramon Llull) donde se vienen impartiendo desde 2009. Su importancia causó que en el seno de dicha Facultad se haya creado un Instituto de Probática y Derecho Probatorio, del que también forman parte los profesores Xavier Abel Lluch (enlace roto disponible en Internet Archive; véase el historial, la primera versión y la última). y Joan Picó i Junoy, ambos directores de la colección “Estudios prácticos sobre los medios de prueba”
El término y su taxonomía han calado rápidamente en la praxis jurídica y judicial, necesitada de disponer de una heurística acomodada a la prueba de todos los hechos, necesidad que obviamente no podía suministrarle el derecho probatorio, antes bien lo contrario, pues según su creador, el peor enemigo de la probática es precisamente el derecho probatorio.
Cada vez son más las sentencias de tribunales, tanto españoles como iberoamericanos, que al entrar a valorar los hechos probados emplean esta nueva voz.[cita requerida] Y en la doctrina científica ya cuenta con un ejemplo valedor, cual es la colección sobre Probática Penal  de la cual es coordinador el profesor Carlos de Miranda con un primer volumen ya publicado: "Probática Penal: La prueba de los delitos contra la Administración de Justicia".

### Libros
"Técnica Probatoria": Muñoz Sabaté, Lluis; editorial CiisPraxis S.A., 1993; 574 pp; ISBN 9788471972620
"Suma de Probática Civil": Muñoz Sabaté, Lluis; editorial Ley, 2011; 728 pp; ISBN 978-84-8126-906-2
"Curso Superior de Probática Judicial: Cómo probar los hechos en el proceso": Muñoz Sabaté, Lluis. Eitorial La Ley, 2013; 272 pp. ISBN 9788490201299. 
"Probática Penal: La prueba  de los delitos contra la Administración de Justicia": Miranda Vázquez, Carlos. Editorial La Ley, 2012; ISBN 9788490200360

### Artículos científicos
Cuadernos de probática y derecho probatorio. Edit. La Ley